# 梅芙·宾奇
梅芙·宾奇·斯内尔（Maeve Binchy Snell，1939年5月28日—2012年7月30日）经常被称为梅芙·宾奇（Maeve Binchy），是一位爱尔兰小说家，剧作家，专栏作家和演说家，以她对爱尔兰小镇生活和人物幽默的描写，对人性的兴趣，以及她经常巧妙惊奇的结局而闻名。她的小说被翻译成37种语言，在全世界销售了超过4千万册。2012年7月30日梅芙·宾奇去世，享年73岁。她被称为爱尔兰最受喜爱和最知名的作家之一。
她的作品在美国市场经常入选紐約時報暢銷書榜和奥普拉的读书俱乐部。她以“完全没有恶意”和对其他作家的慷慨而闻名，她在2000年英国和爱尔兰的世界图书日民意调查中获得第三名，领先于简·奥斯汀，查尔斯·狄更斯和斯蒂芬·金。

## 延伸阅读
- Brady, Conor. . The Irish Times. 2012-08-01  [2018-07-30]. （原始内容存档于2012-08-02）.
- Siciliano, Jana. . BookReporter.   [2015-02-25]. （原始内容存档于2011-06-08）. Interview with Jana Siciliano.
- . The Irish Times. 2012-08-22  [2015-02-25]. （原始内容存档于2012-08-22）.